# Гавран, Миро
Миро Гавран (хорв.  Miro Gavran; род. 3 мая 1962, Горня-Трнава) — хорватский прозаик, драматург, автор книг для детей.

## Биография
Окончил Академию театра и кино в Загребе (1992). Преподавал, занимался издательской деятельностью.
Жена — актриса Младена Гавран.

## Признание
Премии Центрально-европейское время (1999), Европейский круг (2003) и другие награды. Произведения писателя переведены на 25 языков. Его пьесы идут в театрах разных стран — от Бомбея до Буэнос-Айреса, от Роттердама до Вашингтона. С 2003 в словацком городе Трнава организован фестиваль пьес Миро Гаврана — Гавранфест.

## Публикации на русском языке
- Юдифь. СПб: Азбука-классика, 2004 (роман был номинирован на Дублинскую литературную премию)
- В объятиях реки

11 апреля 2011 года Яков Ломкин выпустил спектакль «Все о Мужчинах», (новая версия- 17 декабря 2020 года) продюсерская компания «Свободная сцена».
В Москве в постановке Александра Огарёва идёт «железнодорожная комедия» М. Гаврана «Муж моей жены».